# Flowers of Evil (Mountain)
| Recensione              | Giudizio    |
| ----------------------- | ----------- |
| AllMusic                | [ 1 ]       |
| Robert Christgau        | C           |
| Sputnikmusic            | 3.6 (Great) |
| Piero Scaruffi          | [ 4 ]       |
| Dizionario del Pop-Rock | [ 5 ]       |
| 24.000 dischi           | [ 6 ]       |

Flowers of Evil è il terzo album discografico del gruppo musicale rock statunitense Mountain, pubblicato dall'etichetta discografica Windfall Records nel dicembre del 1971.
L'album raggiunse (22 gennaio 1972) la trentacinquesima posizione della Chart Billboard 200.
Si tratta di un album misto, ossia il lato A registrato in studio (al The Record Plant), mentre il lato B è la registrazione (parziale) di un loro concerto dal vivo effettuato al The Fillmore East il 27 giugno 1971.
Il concerto del 27 giugno 1971, fu l'ultimo dello storico locale, in questa data (o in quelle immediatamente precedenti), oltre ai Mountain, si esibiro artisti e band come Albert King, J. Geils Band, Edgar Winter, The Beach Boys, Country Joe McDonald e The Allman Brothers Band, da queste performance fu anche tratta (tra le altre) una raccolta di quattro CD pubblicata nel 2016 dalla Echoes Records, dal titolo The Fillmore East Last 3 Nites.

## Tracce
Lato A
1. Flowers of Evil – 4:53 (Leslie West, David Rea, Felix Pappalardi)
2. King's Chorale – 1:04 (Felix Pappalardi, Gail Collins)
3. One Last Cold Kiss – 3:45 (Felix Pappalardi, Gail Collins)
4. Crossroader – 4:47 (Felix Pappalardi, Gail Collins)
5. Pride and Passion – 7:05 (Felix Pappalardi, Gail Collins)

Lato B
1. Dream Sequence – 24:27
2. Mississippi Queen – 3:53 (Leslie West, Felix Pappalardi, Corky Laing, David Rea)

## Formazione
- Leslie West - chitarra, voce
- Felix Pappalardi - basso, voce
- Steve Knight - tastiere
- Corky Laing - batteria

Note aggiuntive
- Felix Pappalardi - produttore
- Bud Prager - produttore esecutivo
- Registrazioni effettuate nel settembre del 1971 al The Record Plant di New York City, New York (Lato A) ed il 27 giugno 1971 al Fillmore East di New York City, New York (Lato B)
- Bob d'Orleans - ingegnere delle registrazioni
- Judy Szekely - assistente ingegnere delle registrazioni
- Gail Collins - copertina album
- Beverly Weinstein, Bell - art director
- The Music Agency - coordinamento grafico[12]